# Тімоті Шаламе
Ті́моті Аль Шаламе́ (фр. Timothée Hal Chalamet, [ʃalamɛ]; нар. 27 грудня 1995, Нью-Йорк) — американський актор та продюсер французько-єврейського походження, відомий ролями у фільмах «Інтерстеллар» (2014), «Назви мене своїм ім'ям» (2017), «Дюна» (2021) та в його сиквелі (2024), «Вонка» (2023), другому сезоні серіалу «Батьківщина» (2012). Двічі номінант на премію «Оскар» за головні ролі у драмах «Назви мене своїм ім'ям» та «Боб Ділан: Цілковитий незнайомець» (2024).

## Біографія
Шаламе народився і виріс у Пекельній Кухні, одному з районів Мангеттена. Він син Ніколь Флендер, рієлторки і колишньої бродвейської танцюристки, та Марка Шаламе, який працює в ЮНІСЕФ. У Тімоті є старша сестра, Полін. Вона — акторка, живе у Парижі. Дядько Шаламе — режисер Родман Флендер; його тітка — телевізійна продюсерка і письменниця Емі Ліппман, а його дідусь за материнською лінією — сценарист Гарольд Флендер. Бабуся Тімоті по батьковій лінії, яка переїхала до Франції, була канадкою.
Шаламе має дві рідні мови: англійську та французьку; також у нього є громадянства як США, так і Франції, завдяки своєму батькові-французу. У дитинстві Шаламе проводив літо у Ле-Шамбон-сюр-Ліньон, маленькому селищі недалеко від Ліона, вдома у його бабусі та дідуся по татовій лінії. Він зазначив, що час, проведений у Франції, призвів до кризи визначення міжкультурної ідентичності.
Гра Гіта Леджера в ролі Джокера у фільмі «Темний лицар» (2008) надихнула його на роботу у сфері акторського мистецтва. Професійна кар'єра Шаламе розпочалась з Нью-Йоркської театральної сцени. Звідти він перейшов на телебачення й у кіно. Вступ до Вищої школи музики та театрального мистецтва Фьорелло Ла Гвардіа став переломним моментом у його розумінні акторської справи. Його вчитель драми на другому році навчання в Ла Гвардіа був настільки вражений його прослуховуванням, що наполіг на прийнятті Шаламе до школи, навіть незважаючи на те, що його відхилили на співбесіді (через його середній рівень успішності), зазначивши: «Я поставив йому найвищий бал, який я коли-небудь ставив дитині на прослуховуванні». Під час навчання у старшій школі Шаламе зустрічався з своєю однокласницею Лолою Леон, дочкою Мадонни. Він грав у шкільних мюзиклах Емсі в «Cabaret» і Оскара Ліндквіста в «Sweet Charity». 2013-го року він закінчив школу. Він також є випускником YoungArts.
За порадою Клер Дейнс Шаламе вступив до Колумбійського університету. Після року навчання за спеціальністю культурна антропологія він перевівся і відвідував Школу індивідуалізованого навчання Ґаллатіна, щоб вільно продовжувати свою акторську кар'єру, адже після зйомок у фільмі «Інтерстеллар» йому було важче пристосуватись до життя в Колумбії. Покинувши Колумбійський університет, Шаламе переїхав до Конкорсу в Бронксі.

## Кар'єра

### Ранні ролі (2008—2016)

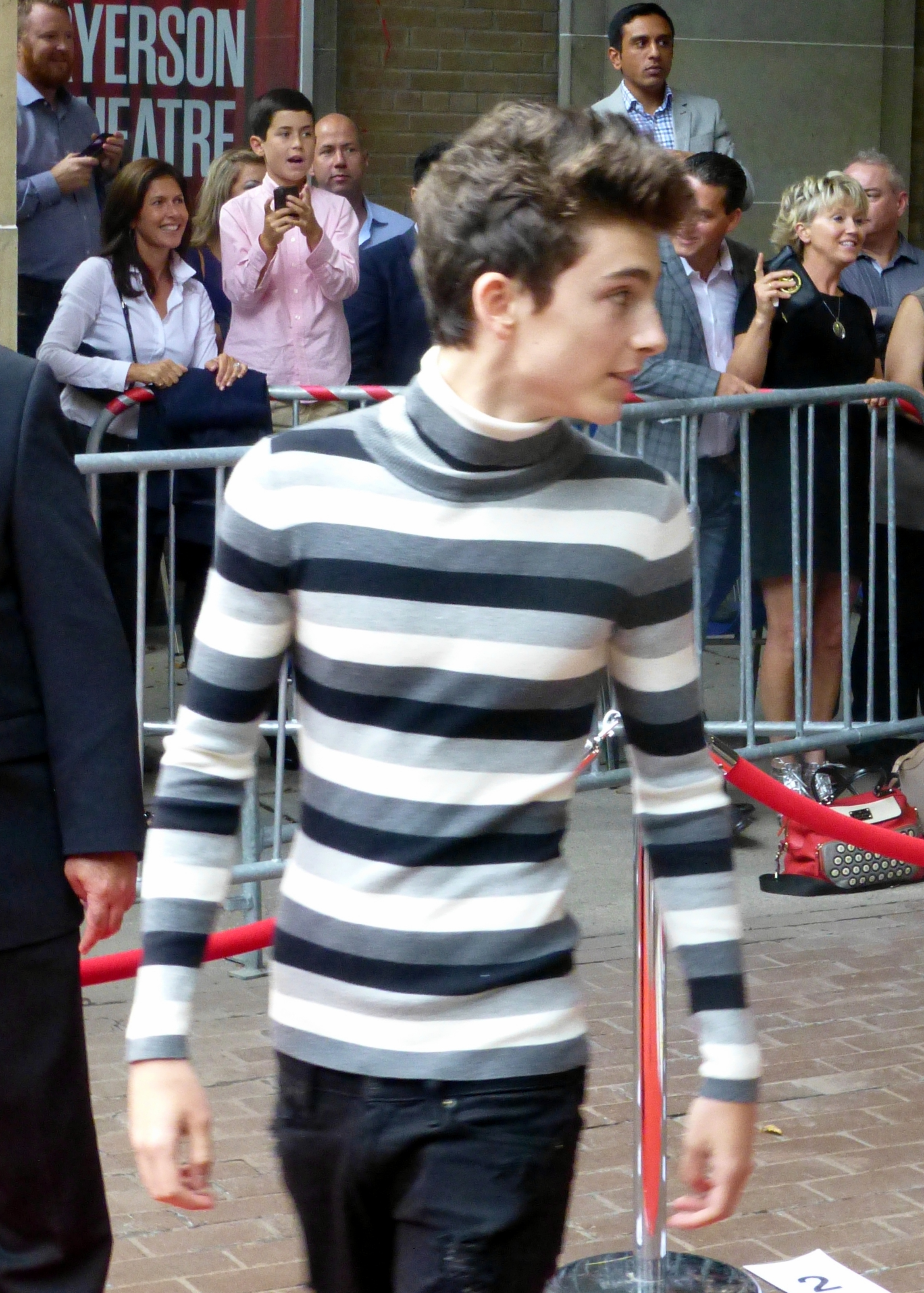
На Міжнародному кінофестивалі в Торонто, вересень 2014 року

Будучи дитиною, Шаламе знявся в кількох рекламних роликах та у двох короткометражних фільмах жахів під назвою «Лусун і клоун», потім зіграв роль жертви вбивства в епізоді тривалого поліцейського процесуального серіалу «Закон і порядок» (2009).  Після цього він зіграв другорядну роль у телевізійному фільмі «Любити Лію» (2009). У 2011 році він дебютував на сцені в небродвейській виставі The Talls, комедії про дорослішання, дія якої відбувається в 1970-х роках, в цій виставі він зіграв сексуального 12-річного підлітка. Головний театральний критик New York Daily News написав: 
«Шаламе весело фіксує пробудження цікавості підлітка до сексу». 
У 2012 році він зіграв повторювані ролі в драматичному серіалі «Королівські болі» та трилері «Батьківщина», в якому він грав Фінна Волдена — непокірного сина віце-президента. Разом з рештою акторського складу Шаламе був номінований на премію Гільдії кіноакторів за найкращу гру в драматичному серіалі.
У 2014 році Шаламе дебютував у кіно, зігравши другорядну роль у фільмі Джейсона Рейтмана «Чоловіки, жінки та діти». У тому ж році він зіграв роль Тома Купера, сина Метью МакКонахі з фільму «Інтерстеллар», режисер Крістофер Нолан. Фільм отримав позитивні відгуки, критики високо оцінили гру акторів, також фільм зібрав понад 700 мільйонів доларів у всьому світі.  У тому ж році Шаламе зіграв роль другого плану в комедії «Найгірші друзі», яка вийшла в обмежений прокат і отримала позитивні відгуки. У наступному році Шаламе знявся у фантастичному трилері Ендрю Дроз Палермо «Один і два», прем'єра якого відбулася на Берлінському міжнародному кінофестивалі, де він отримав змішані відгуки, перш ніж вийти в обмежений прокат. Його наступною роллю була підліткова версія персонажа Джеймса Франко у фільмі Памели Романовскі «Щоденники Аддерла». У своїй останній ролі 2015 року Шаламе зіграв Чарлі Купера, похмурого онука Дайан Кітон і Джона Гудмена в різдвяній комедії Люблю Куперів, який отримали негативні відгуки.
У 2016 році Шаламе зіграв Джима Квінна в автобіографічній виставі «Блудний син». Підібраний драматургом і режисером Джоном Патріком Шенлі та продюсером Скоттом Рудіном Шаламе зіграв молодшого Шенлі, невдалого хлопця з Бронкса в престижній підготовчій школі Нью-Гемпшира в 1963 році.  Його гру похвалили та принесли йому премію Люсіль Лортел за Видатний актор головної ролі у п'єсі, на додаток до номінації на премію Drama League Award за видатне виконання. Шаламе також зіграв разом із Лілі Рейб у фільмі Джулії Харт «Міс Стівенс» у ролі проблемного студента Біллі Мітмана. Стівен Фарбер з The Hollywood Reporter описав вчинок Шаламе як «переконливий» і «приголомшливий», а мова його персонажа у фільмі «Смерть комівояжера» була однією з найкращих, які він коли-небудь бачив. Стівен Холден з The New York Times порівняв його з Джеймсом Діном.

### Прорив і досягнення популярності (2017—2020)

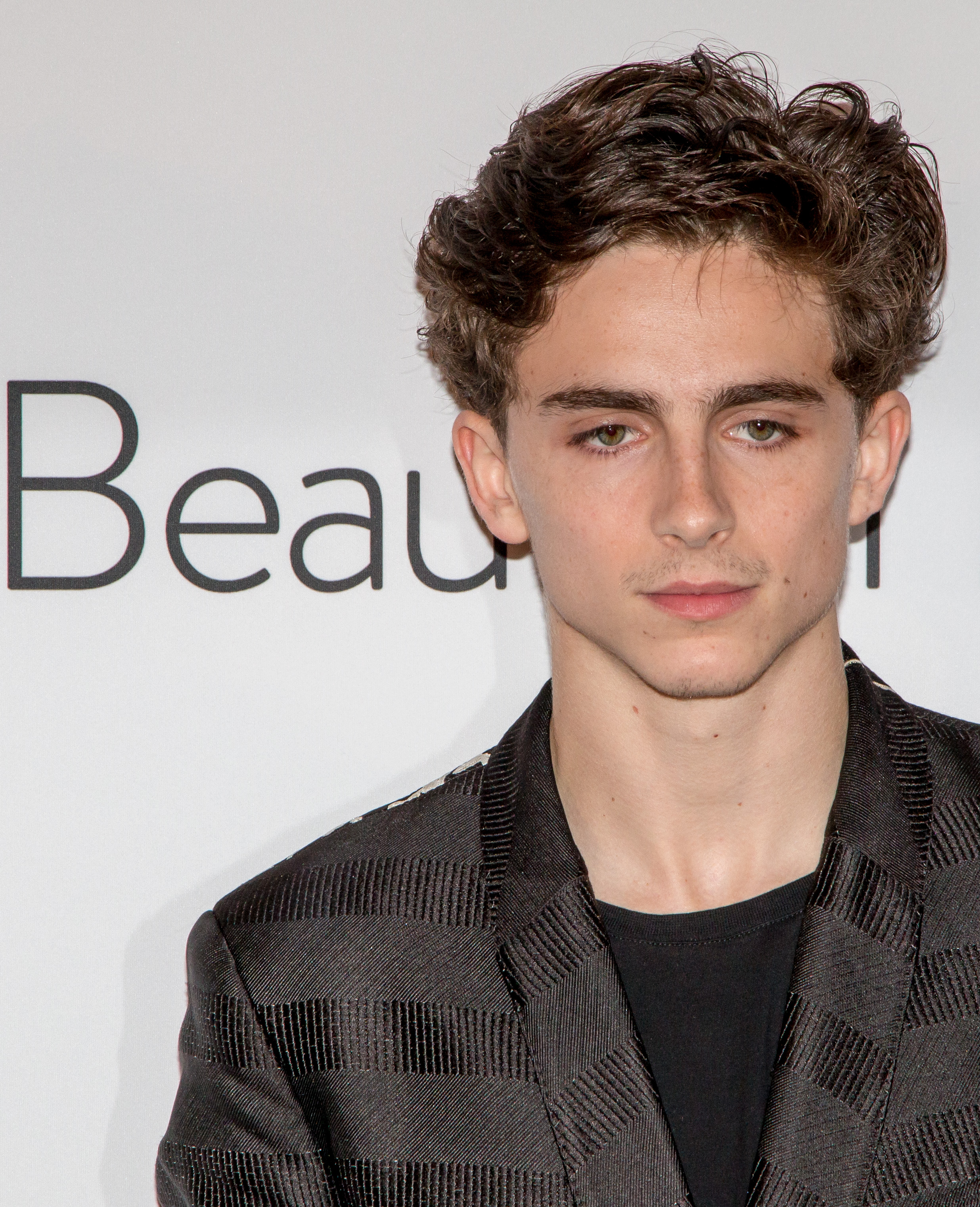
На Міжнародному кінофестивалі у Торонто, вересень 2018 року

Після трьох років роботи Шаламе зіграв головну роль у фільмі Луки Гуаданьїно «Назви мене своїм ім'ям», заснованому на однойменному романі Андре Асімана. Історія обертається навколо Еліо Перлмана, молодого хлопця, який живе в Італії 1980-х років. Він закохується в Олівера (Армі Гаммер), студента університету, який приїхав погостювати зі своєю сім'єю. Під час підготовки Шаламе навчився говорити італійською, а також грати на піаніно та гітарі. Прем'єра фільму «Назви мене своїм ім'ям» відбулася на кінофестивалі «Санденс» у 2017 році та отримала схвальні відгуки критиків, а особливо було відзначкно гру Шаламе. Оллі Річардс з Empire писав: 
У фільмі, де гра кожного приголомшлива, Шаламе змушує решту виглядати так, ніби вони грають. Саме його акторська гра зробила фільм вартий перегляду.
Джон Фрош з The Hollywood Reporter заявив, що жоден виступ протягом року «не відчував себе настільки емоційно, фізично та інтелектуально живим», і включив Шаламе до списку журналу найкращих виступів року. Time і The New York Times також включили його в такі списки. Він отримав нагороду Gotham Independent Film Award як проривний актор і «Незалежний дух» за найкращу головну чоловічу роль і отримав номінації на кінопремію «Вибір критиків», премію «Золотий глобус», премію Гільдії кіноакторів США, премію BAFTA та премію «Оскар» за найкращу чоловічу роль. Він є третьою наймолодшою людиною, номінованою на премію «Оскар» за найкращу чоловічу роль, а також наймолодшим після 19-річного Міккі Руні у фільмі «Крихітки зі зброєю» в 1939 році.
У своєму другому фільмі 2017 року Шаламе зіграв Деніела, незграбного підлітка, який протягом літа потрапляє в бізнес з торгівлі наркотиками, у режисерському дебюті Елайджа Байнама «Спекотні літні ночі» . Він отримав обмежений прокат у 2018 році та викликав змішані відгуки критиків, хоча Шаламе отримав похвалу від К. Остіна Коллінза з Vanity Fair, який назвав «чутливість» у його виставі «чимось особливим». Пізніше того ж року він зіграв Кайла Шайбла, багатого хіпстера в групі та кохання персонажа Сірші Ронан у «Леді-Птаха», сольному режисерському дебюті Грети Гервіг. Критики високо оцінили акторський склад, а Тай Берр з The Boston Globe особливо відзначив «веселу» гру Шаламе.  У своєму останньому фільмі 2017 року, вестерні Скотта Купера «Вороги», Шаламе зіграв молодого солдата на ім'я Філіп ДеЖарден разом із Крістіаном Бейлом .
У 2018 році Шаламе приєднався до Академії кінематографічних мистецтв і наук .  Пізніше того ж року Шаламе зіграв Ніка Шеффа, підлітка, залежного від метамфетаміну, у якого напружені стосунки зі своїм батьком, журналістом Девідом Шеффом (роль якого зіграв Стів Карелл), у драмі «Гарний хлопчик». Фільм, знятий режисером Феліксом Ван Гронінгеном, заснований на двох мемуарах — однойменних мемуарах старшого Шеффа та «Твік: Ріст на метамфетамінах» Ніка Шеффа.  Оуен Гліберман з Varietyпровів порівняння з грою Шаламе у фільмі «Назови мене своїм ім'ям», заявивши, що «Нік, у його приглушеному тисячолітньому стилі Джеймса Діна, [як] спритний і самозалучений» — це трансформація «чудової прямоти», яку він продемонстрував у ролі Еліо Перлман. Він був номінований як найкращий актор другого плану на церемоніях «Золотий глобус», «Гільдія кіноакторів» і BAFTA.

Наступного року Шаламе знявся в романтичній комедії Вуді Аллена «Дощовий день у Нью-Йорку». Рух Me Too спровокував відродження звинувачень Аллена в сексуальному насильстві в 1992 році . Шаламе сказав, що не зміг відповісти на запитання про роботу з Алленом через його контрактні зобов'язання; Huffington Post отримав копію контракту Шаламе, який заперечував це.  Шаламе пожертвував свою зарплату благодійним організаціям Time's Up, LGBT Center of New York і RAINN і не рекламував фільм. Аллен стверджував у своїх мемуарах 2020 року Apropos of Nothing, що Шаламе сказав сестрі Аллена Летті Аронсон, що він лише засудив його, намагаючись покращити свої шанси на отримання премії Оскар за «Назови мене своїм ім'ям» .  Потім Шаламе зобразив Генріха V, молодого принца, який мимоволі сходить на англійський престол, у драмі періоду Netflix «Король» Девіда Мішода, заснованій на кількох п'єсах із п'єси Шекспіра «Генріада».  Річард Лоусон з Vanity Fair писав:
Шаламе виконує міцну роботу, випрямляючи свою худорляву поставу, входячи у роль, як людина, яка підіймається вгору.
У своєму третьому фільмі 2019 року Шаламе зіграв Теодора «Лорі» Лоуренса у фільмі «Маленькі жінки», адаптації однойменного роману Луїзи Мей Олкотт . Відзначивши його другу співпрацю з Гервігом і Ронаном, фільм отримав схвалення критиків, двоє з яких — Пітер Треверс з Rolling Stone і Енн Горнадей з The Washington Post—також високо оцінив гру Шаламе; Треверс зазначив, що актор зображує роль із «вродженим шармом і гострою вразливістю», тоді як Хорнадей підкреслив його «мляво витончену» гру та її «грайливу фізичність».  Шаламе був ведучим епізоду комедійного скетч-серіалу Saturday Night Live у 2020 році.

### Відомий актор (2021–тепер)

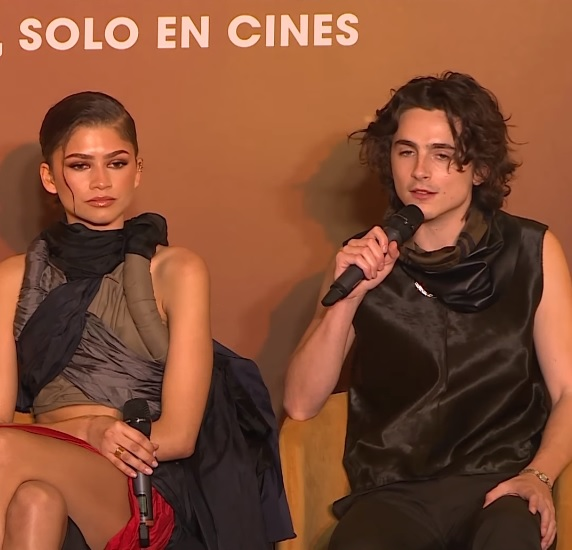
На прем'єрі «Дюна: Частина друга» з Зендеєю, лютий 2024 року

У 2021 році Шаламе зіграв студента-революціонера в комедійній драмі Уеса Андерсона «Французький вісник». Світова прем'єра фільму відбулася на Каннському кінофестивалі 2021 року, де він отримав позитивні відгуки. Андерсон писав роль з урахуванням Шаламе. Бріанна Зіглер з журналу «Paste» виявила, що він «ідеально налаштований на чітко визначену довжину хвилі Андерсона».  Шаламе зіграв головну роль Пола Атріда в екранізації науково-фантастичного роману «Дюна» Дені Вільнева, прем'єра якого відбулася на 78 — му Венеціанському міжнародному кінофестивалі. Вільнев заявив, що Шаламе був його єдиним вибором на роль:
Мені було потрібно, щоб глядачі повірили, що цей молодий чоловік зможе очолити цілу планету.
"Дюна" отримала позитивні відгуки: Девід Руні з The Hollywood Reporter вихваляв його «магнетичну задумливість [яка] надає елементу дорослішання трохи серця», а Льюїс Найт з Daily Mirror написав, що «Тімоті Шаламе завершує своє сходження до Голлівуду, статусу провідної людини». «Дюна» заробила понад 400 мільйонів доларів у всьому світі та стала найкасовішим проєктом актора. У своїй останній ролі цього року Шаламе зіграв скейтера-панка в комедійному фільмі Адама Мак-Кея Netflix «Не дивіться вгору». Він отримав неоднозначні відгуки критиків. Джастін Чанг з «Лос-Анджелес Таймс» вважає Шаламе «солодко щирим» у своїй маленькій ролі. Акторський ансамбль фільму був номінований на премію Гільдії кіноакторів за найкращу роль акторів у кіно.
Шаламе возз'єднався з Гуаданьїно в фільмі «Цілком та повністю» (2022), в якому він знявся разом з Тейлор Рассел у ролі дріфтів-людожерів.  Цей проєкт став його першим виробничим підприємством, і він віддав заслугу Гуаданьїно за наставництво йому в цьому процесі. Прем'єра фільму «Цілком та повністю» відбулася на 79-му Венеціанському міжнародному кінофестивалі. Лейла Латіф з IndieWire похвалила хімію між Шаламе та Расселом і звернула увагу на його «майже незрівнянну здатність ніжно плакати». Того ж року він позичив свій голос у анімаційному мюзиклі для дорослих Netflix Entergalactic.
У 2023 році Шаламе вдруге став ведучим «Суботнього вечора в прямому ефірі». Потім він зіграв Віллі Вонку у фільмі-мюзиклі «Вонка» режисера Пола Кінга. Шаламе був єдиним претендентом Кінга на роль. Побачивши на ютубі виступи актора у старшій школі, які підтверджували його співочі та танцювальні здібності, режисер взяв Шаламе на роль без прослуховування. Актор заспівав сім пісень для саундтреку до фільму. Дерек Сміт з «Slant Magazine» похвалив Шаламе за те, що він «наділив Вонку теплом і ніжністю, які ідеально гармоніюють з яскравим і химерним світом, який створив Кінг». «Вонка» зібрав у світовому прокаті понад 628 мільйонів доларів і став найкасовішим фільмом з Шаламе в головній ролі. У 2024 році Шаламе знову зіграв роль Пола Атріда в сиквелі «Дюни» під назвою «Дюна: Частина друга». «Вараєті» повідомляв, що касовий успіх «Вонки» і «Дюни: Частина друга» зробив Шаламе великою зіркою. Незабаром після цього він підписав угоду зі студією Warner Bros. на знімання та продюсування нових фільмів.
У 2024 році Шаламе зіграв Боба Ділана у байопіку «Боб Ділан: Цілковитий незнайомець» режисера Джеймса Менголда. Знімання розпочались у березні 2024 року, після чотирьох років підготовки актора до цієї ролі. Проєкт став другою продюсерською роботою Шаламе. За роль Ділана актор вдруге став фаворитом «сезону кінонагород», номінувавшись на всі основні премії, зокрема й «Оскар».
У 2025 році виконав головну роль у спортивній трагікомедії «Марті Найкращий», для якої місяцями розвивав навички гри у настільний теніс із професійними тренерами. Режисер Джош Сафді хотів, щоб очі актора виглядали меншими, тому змушував користуватись контактними лінзами та справжніми окулярами для зору, що серйозно тимчасово пошкодило зір Шаламе.

## Особисте життя
Шаламе живе в Нью-Йорку. Він пристрасний фанат спорту і в юності мріяв стати професійним футболістом; він все життя вболівав за «Нью-Йорк Нікс» і французьку футбольну команду «Сент-Етьєн». Шаламе також є фанатом хіп-хопу і вважає репера Кіда Каді своїм найбільшим натхненням у кар'єрі.
Після зйомок у фільмі «Король» (2019) почав зустрічатися з акторкою Лілі-Роуз Депп, дочкою Джонні Деппа та Ванесси Параді.
У червні 2020 року помічений із 30-річною мексиканською акторкою Ейсою Гонсалес, яка раніше зустрічалася із Джошем Демелем та, ймовірно, з Ліамом Гемсвортом.
У 2023 році Шаламе був помічений з американською інфлюенсеркою Кайлі Дженнер, яка була одружена з репером Тревісом Скоттом та має від нього 2 дитини. Чутки з'явились ще на початку року, але у вересні вони вперше з'явились на публіці разом. На концерті Бейонсе в Лос-Анджелесі Шаламе і Дженнер провели гарно час та підтвердили свої стосунки. Тим не менш, багато медіа, заявляють, що це піар-стосунки, з користю як і для самого актора, так і для інфлюенсерки. 7 січня 2025 року пара з'явилась на 81-му врученні американської кінопремії «Золотий глобус».

## Публічний образ і мода
Декілька медіа вважають Шаламе одним з найталановитіших акторів свого покоління. Відзначаючи його гру у фільмі «Гарний хлопчик», Кеннет Туран з «Лос-Анджелес Таймс» написав, що «він може бути чоловічим актором свого покоління». У 2018 році він з'явився у списку Forbes 30 Under 30 Hollywood & Entertainment.
Медіа зазначають, що Шаламе є секс-символом і фешн-іконою, з його волоссям, лінією підборіддя та напівфемінними й напівмаскулінними образами, що закріплені за актором, як його промо. Vogue назвав його найвпливовішою людиною в моді у 2019 році й віддає йому належне за те, що він продовжує «балансувати на межі між традиційною маскулінністю та фемінністю», пишучи, що «підбір модних образів вражає найбільше, враховуючи, що Шаламе не має стиліста». У 2020 році GQ назвав його найкраще одягненим чоловіком у світі. У 2023 році читачі GQ проголосували за Шаламе, як за найстильнішого чоловіка у світі.
У 2021 році Шаламе став бренд-амбасадором Картьє. Він також співпрацював з Гайдером Аккерманом над дизайном худі, 100 % прибутку від якого було передано французькій організації Afghanistan Libre, що займається захистом прав жінок в Афганістані.
На 94-й церемонії вручення премії «Оскар» Шаламе одягнув блискучий піджак Louis Vuitton з жіночої колекції Ніколя Гескьера без сорочки; W заявив, що він «назавжди змінив правила дрес-коду на Оскарі для джентльменів», підкресливши, що це образ, який «стер кордони між традиційним гендерним поділом у моді». Згодом Шаламе з'явився на друкованій обкладинці British Vogue за жовтень 2020 року, ставши першим чоловіком, який зробив це соло.
У 2023 році Шаламе став обличчям чоловічих парфумів Bleu de Chanel від Шанель. Рекламна кампанія за участю Шаламе, знята фотографом Маріо Сорренті, вийшла в червні, а рекламний фільм, знятий Мартіном Скорсезе, випустили восени. Як зазначають, актор отримав 35 мільйонів доларів за свою участь у кампанії. Того ж року, він почав співпрацю з Картьє для створення костюмованого намиста, натхненного його персонажем, Віллі Вонкою. Шаламе мав зустріч з креативним директором Marie-Laure Cérède, щоб створити дизайн для намиста, попередньо дослідивши історію бренду, він черпав натхнення з їх більш яскравого періоду 60-х і 70-х років. На його створення пішло 450 годин, і воно виготовлене з оніксу, смарагдів, рожевих турмалінів, рубелітів і блакитних опалів. Шаламе співпрацював з Nike над парою кросівок Dunk Lows, також натхненних його персонажем. Кросівки були створені Шаламе та командою Nike у їхній штаб-квартирі в Бівертоні, а їхній загальний вигляд базується на внутрішній та зовнішній підкладці куртки, яку носив його персонаж у фільмі. Кросівки вишиті вручну, і було виготовлено лише вісім пар.

## Фільмографія
| Рік  |    | Українська назва                  | Оригінальна назва       | Роль                         |
| ---- | -- | --------------------------------- | ----------------------- | ---------------------------- |
| 2008 | кф |                                   | Sweet Tooth             | Семюел                       |
| 2009 | с  | Закон і порядок                   | Law & Order             | Ерік Фолі (Епізод: "Pledge") |
| 2009 | тф |                                   | Loving Leah             | Джейк                        |
| 2012 | с  | Дорогий доктор                    | Royal Pains             | Люк (4 епізоди)              |
| 2012 | с  | Батьківщина                       | Homeland                | Фінн Волден (8 епізодів)     |
| 2013 | тф |                                   | Trooper                 | Лі Флекстон                  |
| 2014 | ф  | Чоловіки, жінки та діти           | Men, Women & Children   | Денні Венс                   |
| 2014 | кф |                                   | Spinners                | Джейс                        |
| 2014 | ф  | Інтерстеллар                      | Interstellar            | Том Купер                    |
| 2014 | ф  | Найгірші друзі                    | Worst Friends           | Сем                          |
| 2015 | ф  | Один і два                        | One and Two             | Зак                          |
| 2015 | ф  |                                   | The Adderall Diaries    | Стівен Елліот                |
| 2015 | ф  | Любіть Куперів                    | Love the Coopers        | Чарлі Купер                  |
| 2016 | ф  | Міс Стівенс                       | Miss Stevens            | Біллі Мітман                 |
| 2017 | ф  | Назви мене своїм ім'ям            | Call Me by Your Name    | Еліо Перлман                 |
| 2017 | ф  | Спекотні літні ночі               | Hot Summer Nights       | Деніел Міддлтон              |
| 2017 | ф  | Леді-Птаха                        | Lady Bird               | Кайл                         |
| 2017 | ф  | Вороги                            | Hostiles                | Філіпп                       |
| 2018 | ф  | Гарний хлопчик                    | Beautiful Boy           | Нік Шефф                     |
| 2019 | ф  | Дощовий день у Нью-Йорку          | A Rainy Day in New York | Гетсбі Веллес                |
| 2019 | ф  | Король                            | The King                | Генріх V                     |
| 2019 | ф  | Маленькі жінки                    | Little Women            | Теодор «Лорі» Лоуренс        |
| 2021 | ф  | Французький вісник                | The French Dispatch     | Дзефіреллі                   |
| 2021 | ф  | Дюна                              | Dune: Part One          | Пол Атрід                    |
| 2021 | ф  | Не дивися вгору                   | Don't Look Up           | Квентін                      |
| 2022 | ф  | Разом з кістками                  | Bones & All             | Лі                           |
| 2023 | ф  | Вонка                             | Wonka                   | Віллі Вонка                  |
| 2024 | ф  | Дюна: Частина друга               | Dune: Part Two          | Пол Атрід                    |
| 2024 | ф  | Боб Ділан: Цілковитий незнайомець | A Complete Unknown      | Боб Ділан                    |
| 2025 | ф  | Марті Найкращий                   | Marty Supreme           | Марті Маузер                 |
|      | ф  | Дюна: Частина третя               | Dune: Part Three        | Пол Атрід                    |

## Нагороди
Шаламе був номінований на премію «Оскар» за найкращу чоловічу роль у фільмі «Назви мене своїм ім'ям». Він також був номінований на премію BAFTA, премію «Золотий глобус», премію Гільдії кіноакторів і премію «Вибір кінокритиків» за найкращу чоловічу роль. У тому ж сезоні нагород Шаламе отримав визнання за свою роль другого плану в «Леді-Птаха», отримавши номінації на премію «Вибір критиків» за найкращий акторський ансамбль і премію Гільдії кіноакторів за видатну роль. Виконання акторського складу у фільмі разом з рештою акторського складу. За роботу у фільмі «Красивий хлопчик», він був номінований на премію «Золотий глобус», премію BAFTA, премію Гільдії кіноакторів і премію «Вибір критиків» за найкращу чоловічу роль другого плану.